# Дубечненська сільська рада
| Дубечненська сільська рада Дубечненської сільської територіальної громади (до 2017 року — Дубечненська сільська рада Старовижівського району Волинської області) — орган місцевого самоврядування Дубечненської сільської територіальної громади Волинської області з розміщенням у с. Дубечне. Рада складалася з 29 депутатів та голови. Перші вибори депутатів ради громади та сільського голови відбулись 29 жовтня 2017 року. Було обрано 22 депутати ради, з них (за суб'єктами висування): 10 — самовисуванці, 9 — УКРОП, 2 — Всеукраїнське об'єднання «Батьківщина», 1 — Всеукраїнське об'єднання «Свобода». Головою громади обрали позапартійного самовисуванця Анатолія Костючика, чинного Дубечненського сільського голову. |

22 грудня 2019 року відбулись додаткові вибори на території Кримненської сільської ради, що доєдналась до складу громади. Було обрано 7 депутатів, з них: «Слуга народу» — 3, Всеукраїнське об'єднання «Батьківщина» та самовисування — по 2 депутати.

## Історія
До 21 липня 2017 року — адміністративно-територіальна одиниця у Старовижівському районі Волинської області з підпорядкуванням сіл Дубечне, Залюття, Лютка, Мокре, Рокита.
Рада складалась з 20 депутатів та голови.

### Керівний склад ради
| ПІБ                        | Основні відомості                                                                          | Дата обрання | Дата звільнення |
| -------------------------- | ------------------------------------------------------------------------------------------ | ------------ | --------------- |
| Антонюк Микола Адамович    | Сільський голова, 1959 року народження, освіта, безпартійний                               | 26.03.2006   | 31.10.2010      |
| Костючик Анатолій Петрович | Сільський голова, 1960 року народження, освіта вища, член політичної партії 'Наша Україна' | 31.10.2010   |                 |

Примітка: таблиця складена за даними джерела

## Населення
Згідно з переписом УРСР 1989 року чисельність наявного населення сільської ради становила 4788 осіб, з яких 2296 чоловіків та 2492 жінки.
За переписом населення України 2001 року в сільській раді мешкали 4663 особи.

### Мова
Розподіл населення за рідною мовою за даними перепису 2001 року:
| Мова       | Відсоток |
| ---------- | -------- |
| українська | 99,38 %  |
| російська  | 0,34 %   |
| білоруська | 0,19 %   |
| молдовська | 0,02 %   |
| польська   | 0,02 %   |